# سوپر جام فوتبال ایران ۱۳۹۶
سوپر جام فوتبال ایران ۱۳۹۶ سومین دورهٔ مسابقهٔ سوپر جام فوتبال ایران بود که بین قهرمان لیگ برتر ۹۶–۱۳۹۵ و قهرمان جام حذفی ۹۶–۱۳۹۵ برگزار شد.
این دیدار در تاریخ ۳۰ تیر ۱۳۹۶ برگزار شد و پرسپولیس به مقام قهرمانی دست یافت.

## باشگاه‌ها
| تیم       | عنوان                                | دیدارهای پیشین (اعداد پررنگ نشان دهنده قهرمانی) |
| --------- | ------------------------------------ | ----------------------------------------------- |
| پرسپولیس  | قهرمان لیگ برتر فوتبال ایران ۹۶–۱۳۹۵ | بدون حضور                                       |
| نفت تهران | قهرمان جام حذفی فوتبال ایران ۹۶–۱۳۹۵ | بدون حضور                                       |

## اتفاقات پیرامون بازی
این مسابقه با یاد و خاطرهٔ شهید طهرانی مقدم و شهدای حملات تروریستی تهران آغاز شد.

در بین دو نیمهٔ بازی از کمک داور برجسته و سابق فوتبال ایران آقای محمد فنایی که در این بازی به عنوان مسئول برگزاری بودند تقدیر شد و ایشان برای همیشه از عرصهٔ فوتبال خداحافظی کردند.

## ترکیب تیم‌ها
- پرسپولیس: قهرمان لیگ برتر فصل ۹۶–۱۳۹۵
  - ترکیب: علیرضا بیرانوند، شایان مصلح، شجاع خلیل‌زاده، حسین ماهینی، محمد انصاری، فرشاد احمدزاده، محسن ربیع خواه، محسن مسلمان(حمیدرضا طاهرخانی)، وحید امیری(کمال کامیابی نیا)، علی علیپور، مهدی طارمی(سیامک نعمتی).
- نفت تهران: قهرمان جام حذفی فصل ۹۶–۱۳۹۵
  - ترکیب:میلاد فراهانی، جهانبخش ذبیحی‌طاهر، حسین جعفری، فرید محمدی‌زاده، امیرحسین فشنگچی، علیرضا عزت‌کرامت، فرشاد هاشمی، علی میرخراط، مجتبی حق‌دوست، آرش شهامتی، عیسی آل‌کثیر.

## اطلاعات بازی
| روز | میزبان | نتیجه | مهمان | مکان |

| ۳۰ تیر ۱۳۹۶ سوپرجام  | پرسپولیس                                            | ۳–۰              | نفت تهران | تهران                                                 |
| ۲۱:۰۰ DST (UTC+۴:۳۰) | علیپور ۱۷' · مسلمان ۶۵' · احمدزاده '۴۲ ۸۴' (پنالتی) | گزارش خلاصه بازی |           | ورزشگاه: آزادی تماشاگران: ۴۰٬۰۰۰ نفر داور: بیژن حیدری |

## قهرمان
| قهرمان سوپرجام فوتبال ایران ۱۳۹۶ |
| -------------------------------- |
| پرسپولیس                         |
| اولین قهرمانی                    |